# Волоколамськ (станція)
Волоколамськ (рос. Волоколамск) — залізнична станція Ризького напрямку Московської залізниці. Входить до Московсько-Смоленського центру організації роботи залізничних станцій ДЦС-3 Московської дирекції управління рухом. За основним застосуванням є дільничною, за обсягом роботи віднесена до 2 класу.
Розташована у Волоколамському районі Московської області за 125 км (по залізниці) на захід від Москви та за 4 км від центру міста Волоколамськ, з яким має регулярне автобусне сполучення.
На станції 2 високі пасажирські платформи (острівна і берегова, призначені для електропотягів та потягів далекого прямування, є локомотивне депо. Незважаючи на те, що електрифікація закінчується за 28 км далі Волоколамська (на станції Шаховська), зміна локомотивів проводиться на станції Волоколамськ. Від Москви до Волоколамська залізниця має 2 колії, далі — одноколійна.
Станція є кінцевою для більшості електропоїздів, що прямують до неї з Москви. Далі, до Шаховської, курсують 5-6 пар електропотягів на день. На станції зупиняються всі потяги далекого прямування (Москва — Великі Луки, Москва — Рига і Москва — Псков)